# Médano (diario)
Médano es un diario regional del estado Falcón, Venezuela que se edita en la ciudad de Punto Fijo. Fue fundado el 8 de septiembre de 1951 por José María Salcedo y Octavio Salcedo siendo el primer periódico del municipio Carirubana. El Diario Médano fue galardonado el 27 de junio de 1969 con el Premio Nacional de Periodismo.

## Historia
El primer jefe de redacción fue José Vicente Henríquez. El periódico comenzó editándose semanalmente con apenas ocho páginas. La empresa editorial del diario era Salca S.A. y en febrero de 1966 pasa a ser propiedad de sus trabajadores. Después de 1965 la empresa pasa por algunos deterioros administrativos y luego de superados consolidan la Editorial Médanos C.A., nombre actual de la empresa. Para 1975 Omar Azuaje asume la dirección del periódico y tiene la gerencia editorial. A finales de 1977 la empresa pasa de la tipografía a la litografía adquiriendo sus primeros equipos de impresión ófset.